# Cercolophia bahiana
Cercolophia bahiana är en ödleart som beskrevs av  Paulo Emilio Vanzolini 1964. Cercolophia bahiana ingår i släktet Cercolophia och familjen Amphisbaenidae. Inga underarter finns listade i Catalogue of Life.